# 니시신토쿠 신호장
니시신토쿠 신호장(일본어: 西新得信号場)은 일본 홋카이도 가미카와 군 신토쿠정에 있는 홋카이도 여객철도 네무로 본선의 신호장이다.

## 구조
양쪽의 분기기를 쓰리 쉘터로 놓였던 2개 선을 가진 단선 교차형의 신호장이다. 1선 교행화는 되지 않고, 건물 쪽의 1번선을 상행열차, 2번선을 하행 열차가 사용한다.

## 역사
- 1966년 9월 30일 : 신설.
- 1981년 10월 1일 : 세키쇼 선 개업.
- 1987년 4월 1일 : 민영화에 의해, 홋카이도 여객철도로 이관.

## 인접 정차역
| 홋카이도 여객철도 네무로 본선 | 홋카이도 여객철도 네무로 본선 | 홋카이도 여객철도 네무로 본선 |
| ----------------------------- | ----------------------------- | ----------------------------- |
| 히로우치 신호장 다키카와 방면 | 네무로 본선                   | 신토쿠 구시로 방면            |